# الحياة السرية (مسلسل)
الحياة السرية (بالفنلندية: Salatut elämät) هو مسلسل دراما تم إنتاجه في فنلندا. بدأ عرضه في سنة 1999. بلغ عدد مواسم المسلسل 19 موسما، بلغ عدد حلقاته 3208 حلقات، وتبلغ مدة الحلقة الواحدة 21 دقيقة. المسلسل من تأليف جيسون دانييل، آن هاريس وغريغ ستيفنز ، تم بث المسلسل لأول مرة بتاريخ 25 يناير 1999. المسلسل هو أطول مسلسل دراما على الإطلاق في فلندا.

## وصلات خارجية
- الموقع الرسمي
- الحياة السرية على موقع IMDb (الإنجليزية)
- الحياة السرية على موقع كينوبويسك (الروسية)
- الحياة السرية على موقع قاعدة بيانات الفيلم (الإنجليزية)